# Florus de Lyon
Pour les articles homonymes, voir Florus (homonymie).
Florus de Lyon (Florus Lugdunensis) est un diacre  et lettré du IXe siècle, né au tournant du siècle, mort vers 860, qui vécut et travailla à Lyon. Éduqué dans l'esprit de la Renaissance carolingienne sous l'épiscopat de Leidrat, il assiste les évêques de Lyon successifs : Agobard (notamment dans son action antijuive et dans les polémiques liturgiques contre Amalaire de Metz), puis Amolon et enfin Rémi (en particulier dans les débats sur la prédestination). S'appuyant sur une culture personnelle encyclopédique et une bibliothèque particulièrement riche, il produit surtout des compilations, que ce soit de droit canon, de liturgie, de théologie, ou d'exégèse. Mais il n'hésite pas à prendre la plume personnellement, soit pour défendre les droits de l'Église de Lyon quand il les estime bafoués (polémique contre Amalaire), soit pour exposer un point de théologie (querelle sur la prédestination), ou encore pour composer des poèmes. Réputé de son vivant pour son expertise, il se montre conscient des aléas de la transmission des textes, et capable de discerner, arguments à l'appui, entre textes authentiques ou pseudépigraphes, en particulier pour saint Augustin, son auteur de prédilection. Enfin, la partie la moins visible de son activité — mais non la moindre — concerne la production de livres et la transmission des œuvres : formation des copistes, restauration d'anciens manuscrits, comparaison de différents manuscrits d'une même œuvre, établissement et production d'une édition.

## Biographie

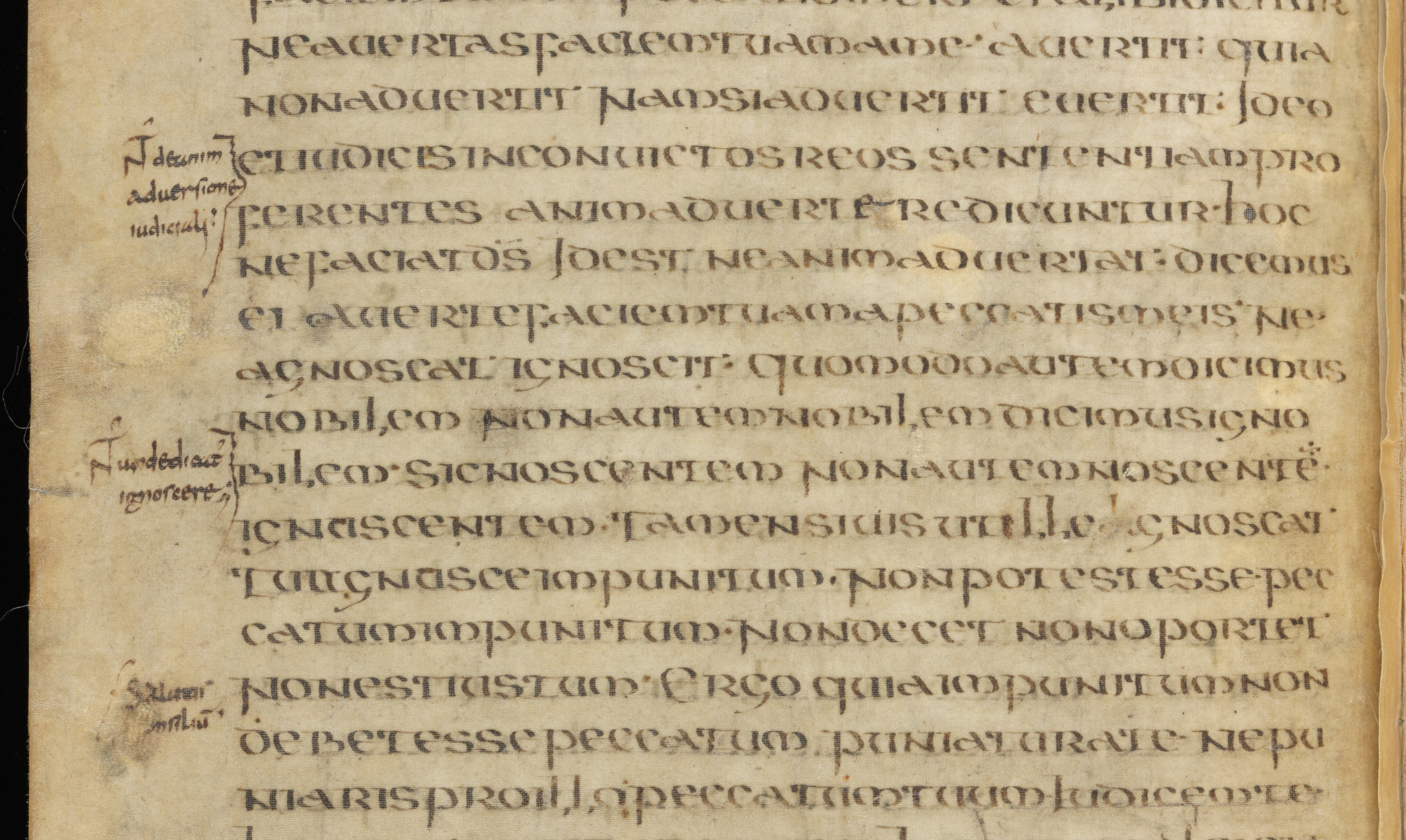
Annotations de Florus de Lyon sur le sermon 20 de saint Augustin (Genève, Bibliothèque de Genève, lat. 16, fol. 16v)

Nous savons peu de choses de la vie même de Florus de Lyon. Pour sa date de naissance, l'opinion des chercheurs semble désormais s'accorder autour de la décennie 795-805. Nous ne savons rien de ses origines; il paraît avoir été élevé par l'Église de Lyon, qu'il appelle sa mère nourricière dans trois textes des années 835-838 Il semble avoir vécu et travaillé toute sa vie à Lyon même, à l'ombre de la cathédrale. L'obituaire de l'Église de Lyon porte un seul Florus, diacre à la date du 8 février; quant à l'année, Florus apparaît pour la dernière fois en 859, et en 861 Hincmar de Reims semble parler de lui comme d'un acteur hors de cause : Florus serait donc mort le 8 février 860 ou 861.
Élève de l’École cathédrale fondée par Leidrade, il en assurera ensuite la direction. Sous sa férule, la bibliothèque qu'il enrichit deviendra une référence en Europe. Il fait restaurer des manuscrits anciens, comme le manuscrit grec de l'Ancien et du Nouveau Testaments appelé Codex Claramontanus et le Codex Bezae Cantabrigiensis. 
Il compile les dossiers d'autorités scripturaires, patristiques et canoniques dont ses évêques ont besoin pour leurs propres ouvrages. Mais d'autres compilations sont plus personnelles : Florus va chercher dans les textes les plus rares des passages commentant le Credo (compilation de fide, inédite), il prélève des passages commentant saint Paul dans un grand nombre d'ouvrages de saint Augustin et d'une quinzaine d'autres Pères de l'Église.
Plusieurs de ses ouvrages autographes font partie des 55 manuscrits de la Bibliothèque épiscopale de Lyon constituant le fonds ancien de la Bibliothèque municipale de Lyon.
En théologie, il refuse les interprétations allégoriques des rites pour s'en tenir à la norme des Pères (l'Écriture commentée par les Pères de l'Église). Il est rejoint sur ce point par les évêques qui au Concile Vatican II (1962-1965) ont défini une réforme liturgique en ces termes : « on rétablira selon l'ancienne norme des Pères certaines choses qui ont disparu sous les atteintes du temps, dans la mesure où cela apparaîtra opportun ou nécessaire » (Constitution sur la liturgie Sacrosanctum concilium, no 50).
Florus ne signe généralement pas ses ouvrages, souvent attribués aux évêques pour lesquels il travaillait. Ce sont les exemplaires conservés qui, le plus souvent, ont permis à dom Célestin Charlier de lui rendre plusieurs dizaines de textes.
« Florus est le parfait modèle du lettré carolingien, amoureux des livres, enthousiaste devant l’œuvre à accomplir pour mettre à disposition du public (fait de clercs, mais à l’époque de quelques laïcs aussi), les trésors que ces livres contiennent » (Holtz, 2002, p. 27).
Il a composé Titulus absidiae concernant l'abside de l'église Saint-Étienne de Lyon sur laquelle au-dessus des peintures des martyrs, on voyait un Christ en gloire, les symboles des Évangélistes, les Quatre fleuves du paradis, la Jérusalem céleste avec l'Agneau.

## Œuvres et éditions

### Compilations sur l'Apôtre
- Expositio (Commentaire) tiré des œuvres d'Augustin
  - Édition sous le nom de Bède, procurée par Geoffroy Boussard, Paris, 1499  (plusieurs réimpressions jusque 1688)
  - Édition critique en cours (un volume paru, le troisième, sur quatre prévus)[10]
- Sententiae a beato Fulgentio expositae : collection de douze compilations tirées des œuvres de Cyprien, Hilaire, Ambroise, Pacien, Théophile d'Alexandrie, Grégoire de Nazianze, Éphrem, Léon le Grand, les collections canoniques, Fulgence de Ruspe, Paulin de Nole, et Avit de Vienne[11],[12],[13].
- Collection de deux compilations tirées des œuvres de Jérôme et de Grégoire le Grand (inédite)

### Autres compilations
- Compilations juridiques antijudaïques De coertine Iudaeorum et De fugiendis contagiis Iudaeorum[14],[15]
- Compilation sur la prédestination tirée des œuvres d'Augustin et du Concile d'Orange (éditée sous le nom d'Amolon), éditée par J. Sirmond en 1649 (édition reproduite dans la Patrologie latine, t. 116, col. 105A-140D)
- Divers petits dossiers et « bonnes feuilles » des Pères de l'Église

### Traités polémiques contre Amalaire et sur la prédestination[16]
- Lettre au concile de Thionville (835)
- Invectio canonica
- De divina psalmodia (aussi attribué à Agobard)
- Contra Amalarium
- Lettre à Drogon de Metz et autres prélats
- Lettre au concile de Quierzy (838)
- Récit du concile de Quierzy (838)
- Responsio ou Sermo de praedestinatione
- Adversus Iohannem (Contre Jean Scot)
- De tribus epistolis (réponse à trois lettres de Hincmar de Reims, Pardoul de Laon et Raban Maur)
- De tenenda veritate

Il faut y ajouter l'Absolutio sur la prédestination, absente du volume des opera polemica, éditée sous le nom de Remi de Lyon par G. Mauguin, Paris, 1650 (édition reprise dans la Patrologie latine, t. 121, col. 1067-1084).

### Poésie
- Carmina 1-28, édités par E. Dümmler dans les MGH Poet. 2 (1884), p. 507-564 (Anne-Marie Turcan-Verkerk a restitué le carmen 29 à Latinus Pacatus Drepanius)
- Deux carmina supplémentaires, découverts par F. Patetta en 1892, ont été repris dans les MGH Poet. 4/3 (1914), p. 930-931

### Autres œuvres
- De actione missarum (Expositio Missae) : commentaire du Canon de la messe[17]
- Collection De fide (sur le Credo) composée de textes des Pères de l'Église et des collections canoniques (inédite comme telle[18])
- Collection De Pascha (sur le comput pascal) composée de textes des Pères de l'Église et d'instruments de comput (inédite comme telle[19])
- Martyrologe (deux recensions)[20]
- Lettre à Eldrade de Novalèse sur le Psautier latin[21]
- Lettre acéphale sur divers sujets[22]
- Préface au Contre les hérésies d'Irénée

- Lettre à Barthélemy de Narbonne, co-signée par Agobard, Florus et Hildigisus